# هاري بي. هاريس جونيور
هاري بي. هاريس جونيور (بالإنجليزية: Harry B. Harris Jr.)‏ هو ضابط أمريكي، ولد في 4 أغسطس 1956 في يوكوسوكا في اليابان.